# Col du Plan Séry
Le col du Plan Séry est un col de France situé en Savoie, dans le massif de la Vanoise.

## Géographie
S'élevant à 2 609 mètres d'altitude, il est dominé par le sommet de Bellecôte (3 417 m) au nord-ouest et la pointe de la Vallaisonnay (3 020 m) au sud. Il est franchi par un sentier de randonnée reliant le Laisonnay dans la vallée du Doron de Champagny au sud-ouest au secteur du lac de la Plagne dans le haut de la vallée du Ponturin au nord-est. En période hivernale, il est traversé par un itinéraire de ski de randonnée. Avec les cols de la Grassaz et de la Croix des Frêtes, il est l'un des trois cols franchis par des sentiers de randonnée entre le sommet de Bellecôte au nord-ouest et la Grande Motte au sud-est, entre la Haute-Tarentaise au nord-est et la vallée du Doron de Champagny au sud-ouest.
Le col est situé sur le chevauchement de l'unité du Vallaisonnay et de l'Aliet constituée de calcaires et de dolomies du Trias au sud reposant sur le socle schisteux du Paléozoïque au nord, le contact entre ces deux unités se trouvant au Grand tuf du Plan Séry juste au nord-ouest du col.